# Pagoda (skała)
Pagoda – skała we wsi Ostrusza w województwie małopolskim, w powiecie tarnowskim, w gminie Ciężkowice, pod względem geograficznym na Pogórzu Ciężkowickim.
Pagoda zbudowana jest z trzech naprzemianlegle ułożonych ławic piaskowców gruboziarnistych i zlepieńców, oddzielonych nierównymi płaszczyznami. Są w niej liczne pęknięcia i szczeliny. Ma wysokość 8 m i znajduje się na wysokości 360 m n.p.m. w lesie po zachodniej stronie drogi z Ciężkowic przez Ostruszę do Staszkówki. W nazewnictwie wspinaczy skalnych jest to Rajski Grzbiet. Do skały dojść można z Ciężkowic ulicą Polną, następnie nieznakowaną ścieżką w górę. Jest trudna do odszukania.
Na Pagodzie uprawiana jest wspinaczka skalna (na wędkę). Jest na niej 5 dróg wspinaczkowych o trudności od III do VI w skali polskiej. Najlepsza pora do wspinaczki to jesień.
1. Władysław Paszcza; V
2. Modre oczka; VI
3. Przez okno; III
4. Psypsa; VI-
5. Bez drzewa; V+[1].

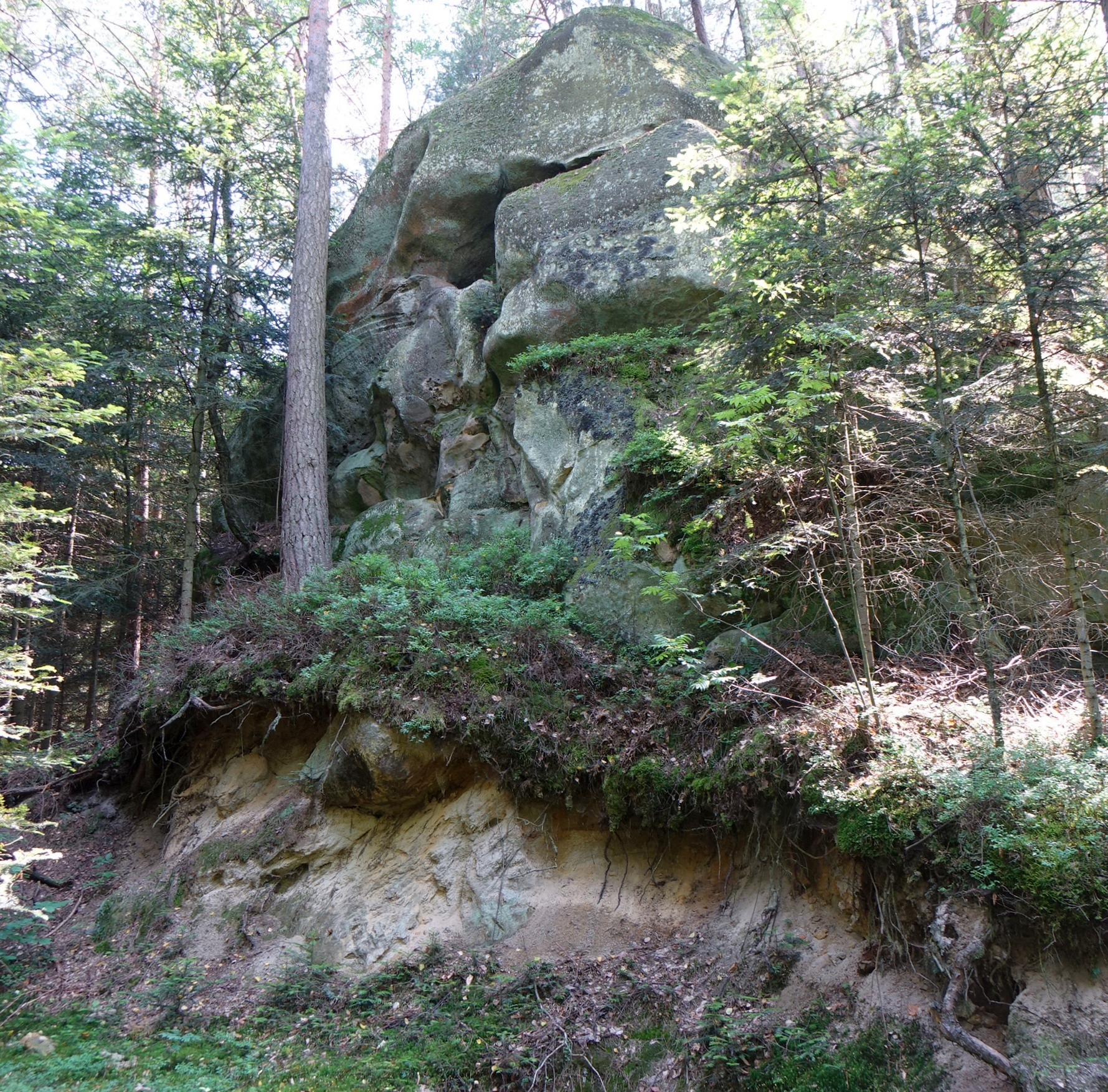
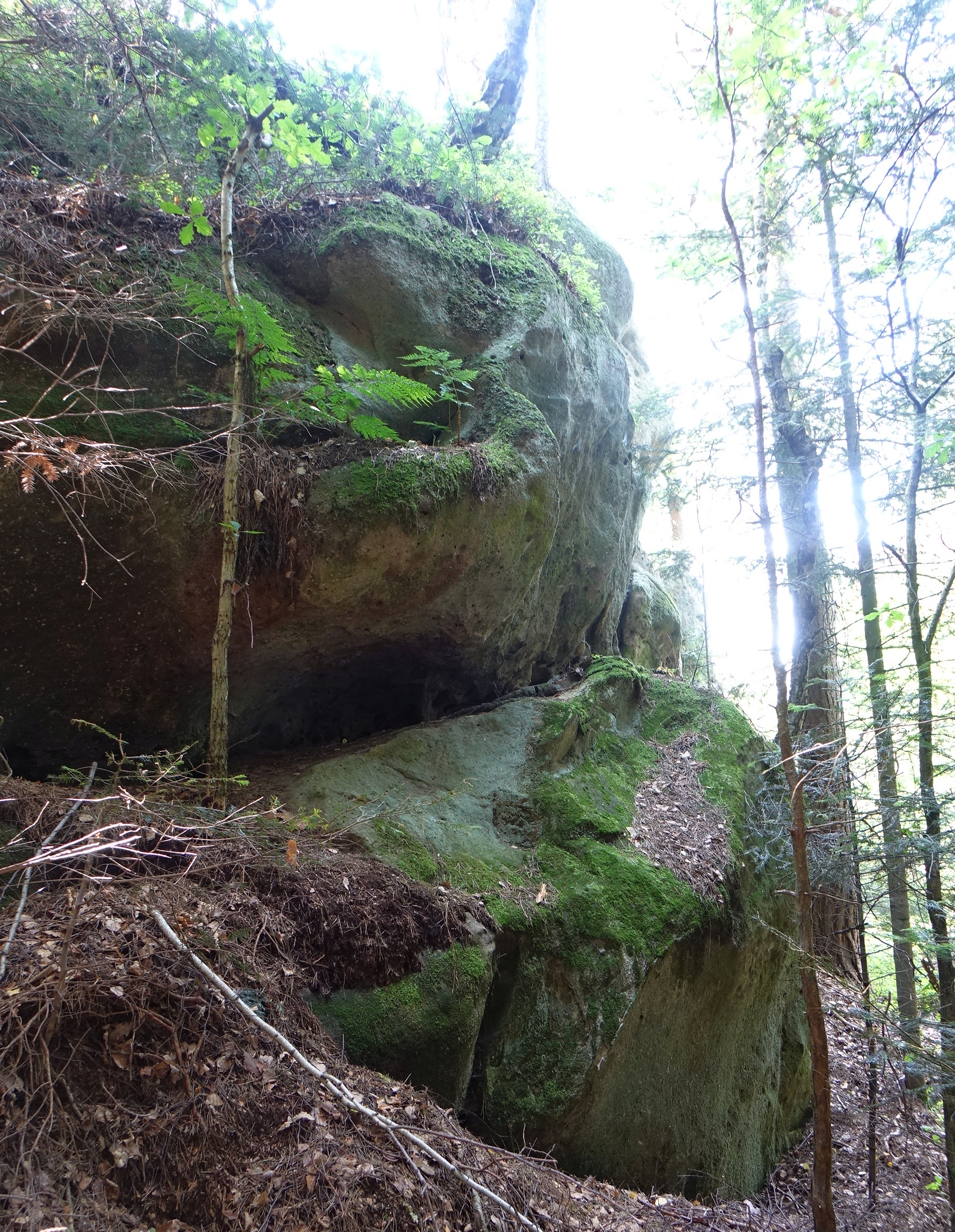
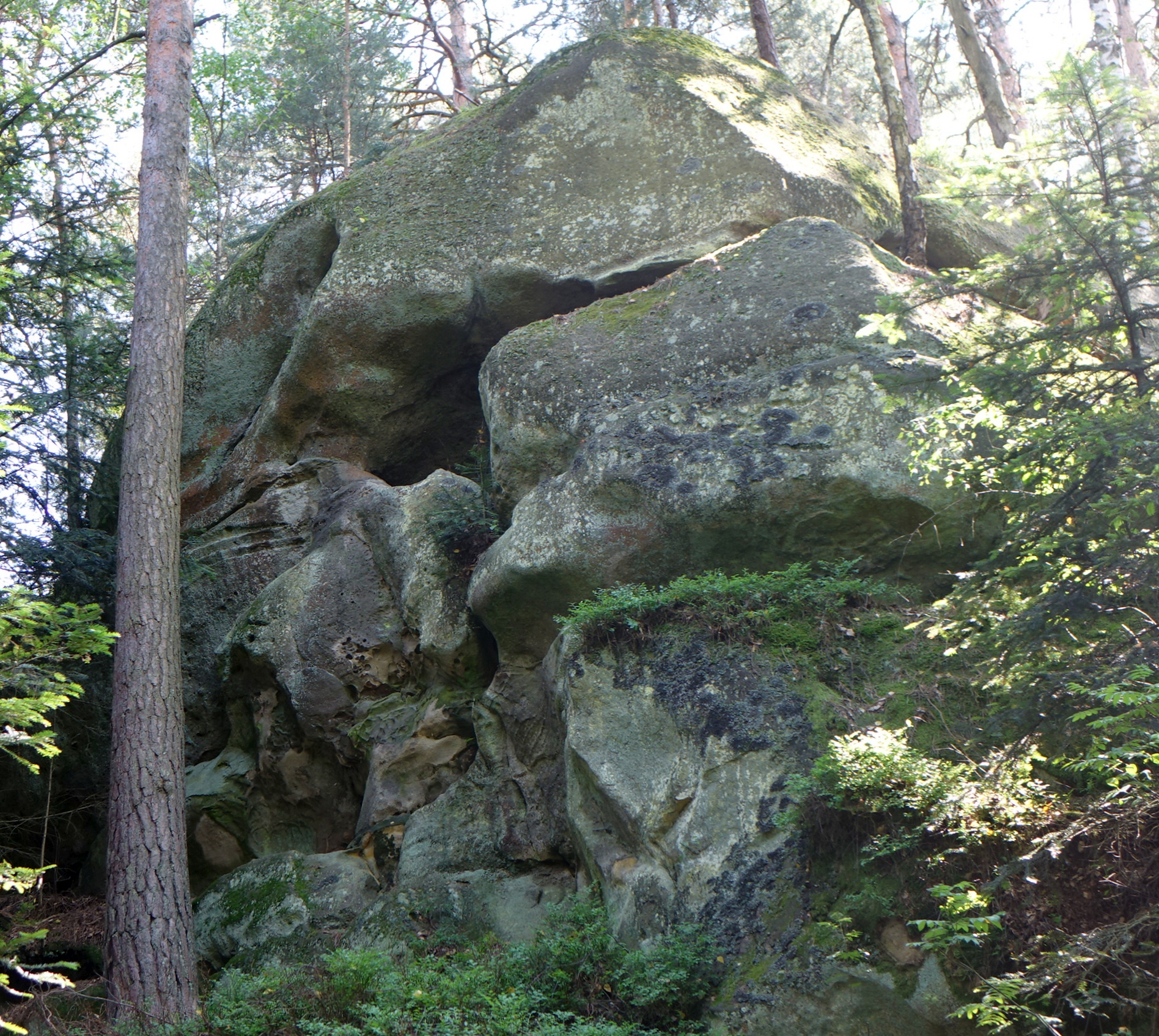
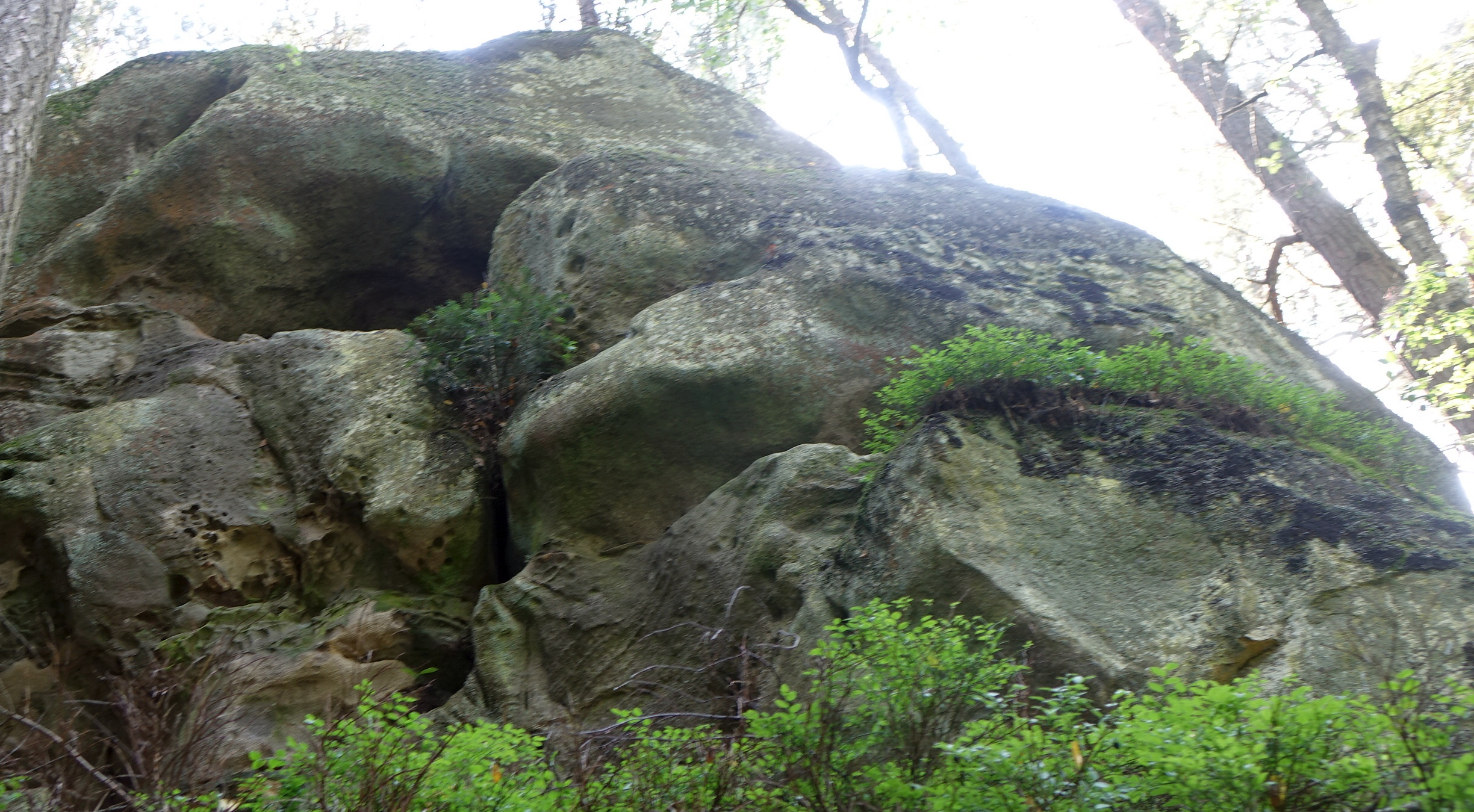

W Pagodzie są dwa obiekty jaskiniowe: Schronisko w Ostruszy Pierwsze, Schronisko w Ostruszy Drugie, a w wąwozie poniżej skały jest Schronisko w Ostruszy Czwarte. Powyżej Pagody są jeszcze dwie skały: Sfinks i Zadni Mur.